# Al-Fatihin

Обложка первого номера

«Al-Fatihin» («аль-Фатихин», араб. الفاتحين‎ —  «Завоеватели»‎) — газета Исламского государства, выпускаемая в интернете для стран Юго-Восточной Азии, а также для выходцев из этих стран в ИГ. Статьи в основном на индонезийском языке. Первый номер вышел в июне 2016 года. Ориентирована на сторонников ИГ в Малайзии, Индонезии, Брунее, Сингапуре, южной части Таиланда и южных Филиппинах — регионах, которые территориально входят в границы «халифата», провозглашённого организацией «Джемаа Исламия». Издаётся медиацентром «Furat».
Запуск газеты, возможно, стал подготовкой к объявлению территории Филиппин одной из провинций ИГ — «вилайятом аль-Филибин» (Al-Filibin).

## Содержание
Газета призывает отдельные группы джихадистов Юго-Восточной Азии объединиться и заявить о верности лидеру ИГ Абу Бакру аль-Багдади. В первом 20-страничном номере, который вышел в священный месяц Рамадан, рассказывалось о значении Рамадана, джихаде и ритуалах поста. На первых трёх страницах были представлены советы египетского идеолога Абу Айюба аль-Масри с призывами к бойцам ИГ продолжать джихад и убивать противников. Газета также содержит материал об известном смертнике («мученике») Абу Билале аль-Хомси, новости из ИГ, статистику боевых действий, карту провинций ИГ, а также информацию о сборе и распределении закята в Сирии.
Через два дня после выпуска первого номера газеты ИГ выпустило видео, в котором объявило Филиппины своей территорией и призвало сторонников, которые не могут добраться до Сирии, отправляться воевать на Филиппины.

## Запрет
Власти Сингапура запретили выпуск газеты, обвинив её в пропаганде терроризма.